# EM i ishockey 1910
EM i ishockey 1910 var det første europamesterskab for landshold i ishockey som blev arrangeret af LIHG. Mesterskabet foregik i Schweiz, og kampene blev spillet i Montreux fra 10. – 12. januar 1910. 
Fire hold deltog og der blev spillet en enkeltserie hvor alle holdene mødtes en gang.

## Resultater
| Dato       | Kamp                      | Resultat |
| ---------- | ------------------------- | -------- |
| 10. januar | Storbritannien – Tyskland | 1 – 0    |
| 10. januar | Schweiz – Belgien         | 0 – 1    |
| 10. januar | Storbritannien – Belgien  | 1 – 1    |
| 11. januar | Tyskland – Belgien        | 5 – 3    |
| 11. januar | Schweiz – Storbritannien  | 1 – 5    |
| 12. januar | Tyskland – Schweiz        | 9 – 1    |

### Stilling
| Plac. | Hold           | Kampe | Sejre | Uafgj. | Tabte | Mål   | Point |
| ----- | -------------- | ----- | ----- | ------ | ----- | ----- | ----- |
| 1.    | Storbritannien | 3     | 2     | 1      | 0     | 7-2   | 5     |
| 2.    | Tyskland       | 3     | 2     | 0      | 1     | 14-50 | 4     |
| 3.    | Belgien        | 3     | 1     | 1      | 1     | 5-6   | 3     |
| 4.    | Schweiz        | 3     | 0     | 0      | 3     | 02-15 | 0     |